# Chartreuse (likeur)

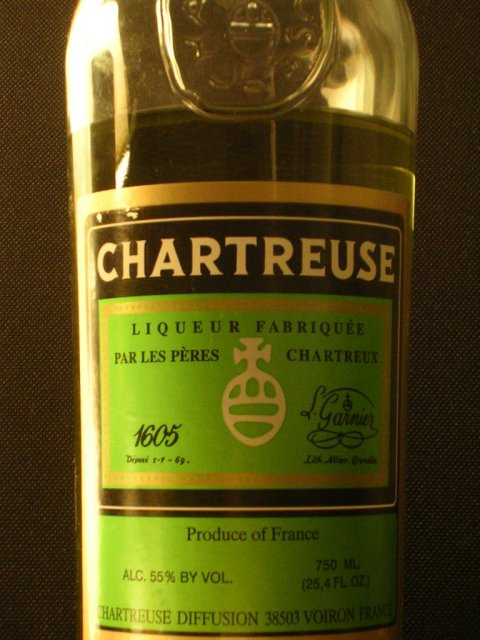
Chartreuse

Chartreuse is een kruidenlikeur genoemd naar het kartuizerklooster in de Franse Alpen en bereid door kartuizers van de Grande Chartreuse in de buurt van Grenoble. De drank is gemaakt van 130 verschillende planten, kruiden en specerijen. Er worden verschillende versies gemaakt die allemaal dezelfde 130 kruiden bevatten, maar zich onderscheiden in verhoudingen, verouderingswijzen en rijpingsduur. De basis van alle likeuren vormt de elixer, nog steeds gemaakt naar het ingewikkelde recept dat de monniken in 1605 in bezit kregen, en toen al als erg oud gezien werd. Het woord elixer komt uit het Arabisch en betekent "de steen der wijzen'. De Chartreuse-likeuren behoren tot de meest complexe producten op drankgebied. 
Er zijn enkele soorten waarbij de rijping ongeveer van 4 tot 12 jaar duurt:
- Geel (40%)
- Geel (42%) v.e.p. (viellissement exceptionellement prolongee)
- Groen (55%)
- Groen (54%) v.e.p.
- Liqueur du 9° Centenaire (47%)
- Chartreuse 1605 (56%)
- Elixir Végétal de la Grande-Chartreuse (71%)

De "groene Chartreuse" raakte in de VS in zwang toen de mixologist uit Seattle Murray Stenson de cocktail "The last word" herintroduceerde. Naast de groene Chartreuse bevat deze gin, marasquin en limoensap. De monniken kunnen niet aan de groeiende vraag voldoen omdat zij geen roofbouw op de natuur willen plegen, en omdat zij in hun leven de nadruk willen leggen op afzondering en gebed.